# Cornesse
Cornesse is een dorp in de Belgische provincie Luik en een deelgemeente van Pepinster. In de deelgemeente liggen -naast het dorp Goffontaine- nog enkele gehuchten, zoals Drolenval.

## Geschiedenis
Op het eind van het ancien régime werd Cornesse een gemeente. In 1822 werd de buurgemeente Drolenval opgeheven en bij Cornesse gevoegd.
In 1965 werd Cornesse een deelgemeente van Pepinster.

## Demografische ontwikkeling
- Bronnen:NIS, Opm:1831 tot en met 1961=volkstellingen

## Bezienswaardigheden
- De Onze-Lieve-Vrouw-Tenhemelopnemingskerk

## Natuur en landschap
Cornesse ligt boven het dal van de Vesder op een hoogte van ongeveer 260 meter.

## Nabijgelegen kernen
Soiron, Goffontaine, Pepinster, Wegnez
Deelgemeenten: Cornesse · Pepinster · Soiron · Wegnez

Overige plaatsen: Bouhaye · Chalsèche · Cromhaise · Drolenval · Fiérain · Forges-Thiry · Goffontaine · Les Foxhalles · Saint-Germain · Saute · Sohan · Tancrémont (deels) · Tribomont

Belgische gemeenten · arrondissement Verviers · provincie Luik · Wallonië